# Škoda 36Tr
Škoda 36Tr (obchodní název T'City 12) je nízkopodlažní trolejbus vyráběný od roku 2022 českou firmou Škoda Electric s využitím karoserie tureckého výrobce Temsa. Na stejném základě vznikl také elektrobus Škoda 36BB.

## Konstrukce

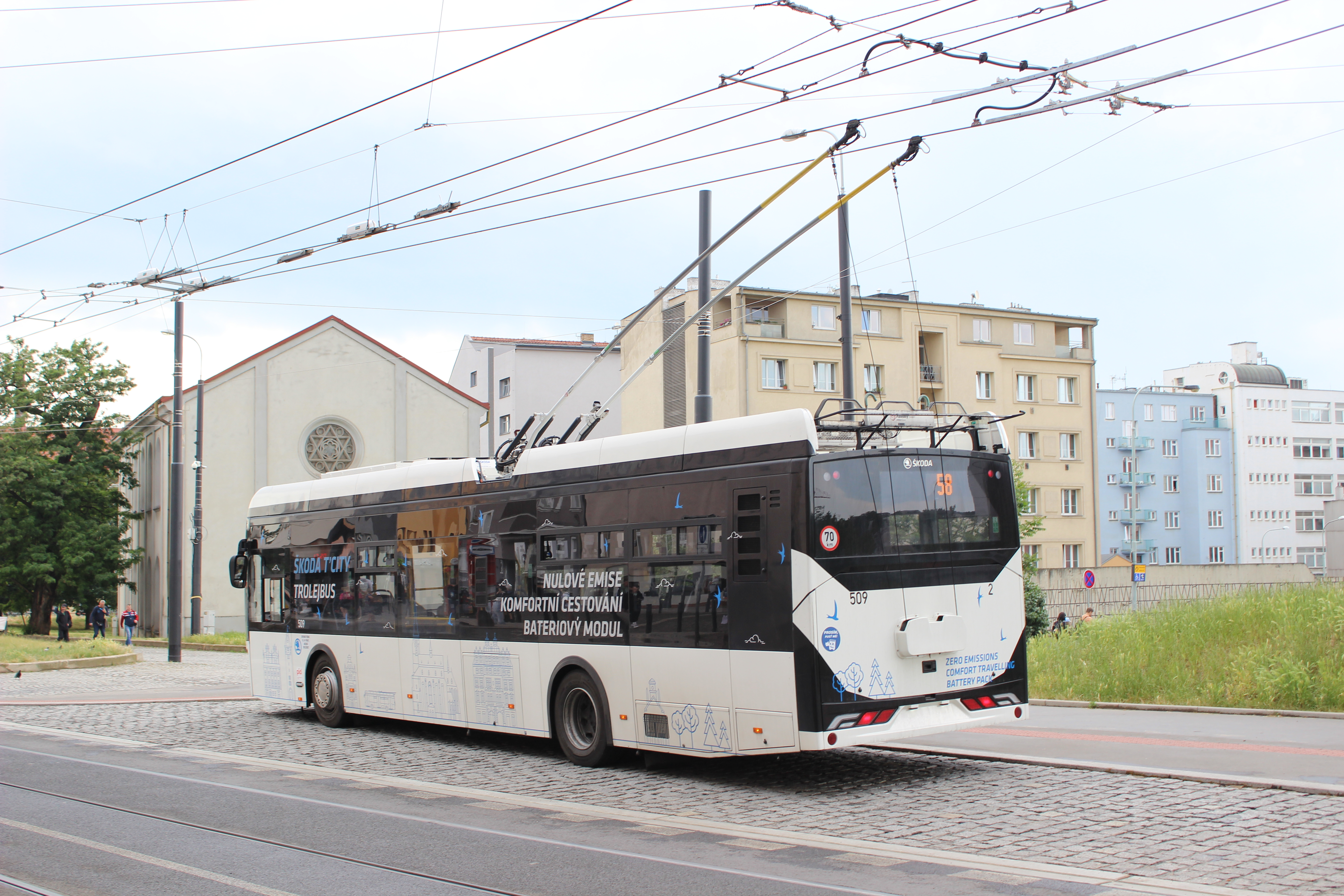
Zadní strana Škody 36Tr

Jedná se o dvounápravový trolejbus délky 12 m, který využívá karoserii tureckého výrobce Temsa. Vznikl na bázi elektrobusu Temsa Avenue Electron. Je nízkopodlažní, třídveřový, vybavený klimatizací celého vozu, USB porty a kamerovým systémem. Disponuje též trakčními bateriemi, díky nimž ujede až 15 kilometrů mimo trolejové vedení.

## Historie
Karoserie neadresného prototypového trolejbusu 36Tr byla do plzeňské firmy Škoda Electric převezena v prosinci 2021, dokončený vůz byl poprvé prezentován v květnu 2022. Následně byl pod evidenčním číslem 989 testován v ulicích Plzně bez cestujících a od září do prosince 2022 také s cestujícími. Rozhodnutí o schválení typu vydal Drážní úřad 3. ledna 2023. V lednu 2023 výrobce pronajal prototyp Dopravnímu podniku hl. m. Prahy. Od března 2023 obsluhoval první trolejbusovou linku č. 58, kde byl v únoru 2024 nahrazen nově dodanými vozy SOR TNS 18. Od té doby začal být využíván výhradně k zácviku řidičů. V prosinci 2024 jej pražský dopravní podnik odkoupil.
V prosinci 2021 vyhrála maďarská společnost Ganz-Skoda Electric, patřící do skupiny Škoda Transportation, soutěž na dodávku 12metrových parciálních trolejbusů pro Dopravní podnik Ostrava (DPO). Kontrakt zahrnoval dodání 12 vozů 36Tr, na dalších šest se vztahovala opce, kterou dopravní podnik plně využil v srpnu 2022. První vůz pro DPO byl dokončen v prosinci 2022, první dva vozy byly do Ostravy dodány v lednu 2023. Do provozu byly premiérově vypraveny 14. února 2023.
V květnu 2022 se Škoda Electric stala vítězem soutěže, ve které 3 vozy bez baterií poptával Městský dopravní podnik Opava. Všechny tři trolejbusy byly dodány v srpnu 2023 a do provozu zařazeny v září 2023.

## Dodávky trolejbusů
Od roku 2022 bylo vyrobeno 22 trolejbusů Škoda 36Tr.
| Současný stát | Město   | Článek | Roky dodávek | Počet vozů | Evidenční čísla při dodání | Poznámky                                           | Zdroj  |
| ------------- | ------- | ------ | ------------ | ---------- | -------------------------- | -------------------------------------------------- | ------ |
| Česko         | Opava   | článek | 2023         | 3          | 329–331                    |                                                    | [ 13 ] |
| Česko         | Ostrava | článek | 2023         | 18         | 3741–3758                  | s bateriovým pohonem                               | [ 14 ] |
| Česko         | Praha   | článek | 2023         | 1          | 509                        | prototyp, s bateriovým pohonem, 2023–2024 pronajat | [ 15 ] |